# Luny osztályú ekranoplán
Koordináták: é. sz. 42,8815°, k. h. 47,6560°42.881500°N 47.656000°E
A 903 Luny tervszámú (oroszul: Лунь, NATO-kódja: Duck) ekranoplánt a Rosztyiszlav Alekszejev irányítása alatt álló, szárnyashajókkal foglalkozó CKB SZPK tervezőirodában fejlesztették ki az 1980-as évek elején Vlagyimir Kirillovih főkonstruktőr vezetésével, majd 1987-től állt hadrendben a Szovjet Haditengerészetnél, később pedig az Orosz Haditengerészetnél az 1990‑es évek végéig. 
Nagyméretű, de kis oldalviszonyú szárnyainak határfelületi hatását kihasználva volt képes vízfelszín-közeli repülésre.  Hasonló kinézetük ellenére az ekranoplánok nem repülőgépek, nem hidroplánok, nem légpárnás vagy szárnyashajók; a határfelületi hatás egy teljesen külön technológia. A Nemzetközi Tengerészeti Szervezet a tengeri hajókhoz sorolja ezeket a járműveket.
A Luny nevet az orosz kékes rétihéjáról kapta.
A felszíni hajók elleni rakétahordozó csapásmérő eszköznek szánták. Eredetileg nyolc egység megépítését tervezték, de a pénzügyi háttér hiánya, valamint a korlátozott katonai használhatósága miatt csak egy darabot fejeztek be. A hajó gyenge légvédelmi fegyverzete és nagy mérete erős légi ellentevékenység esetén sérülékennyé tette.

## Tervezés és fejlesztés

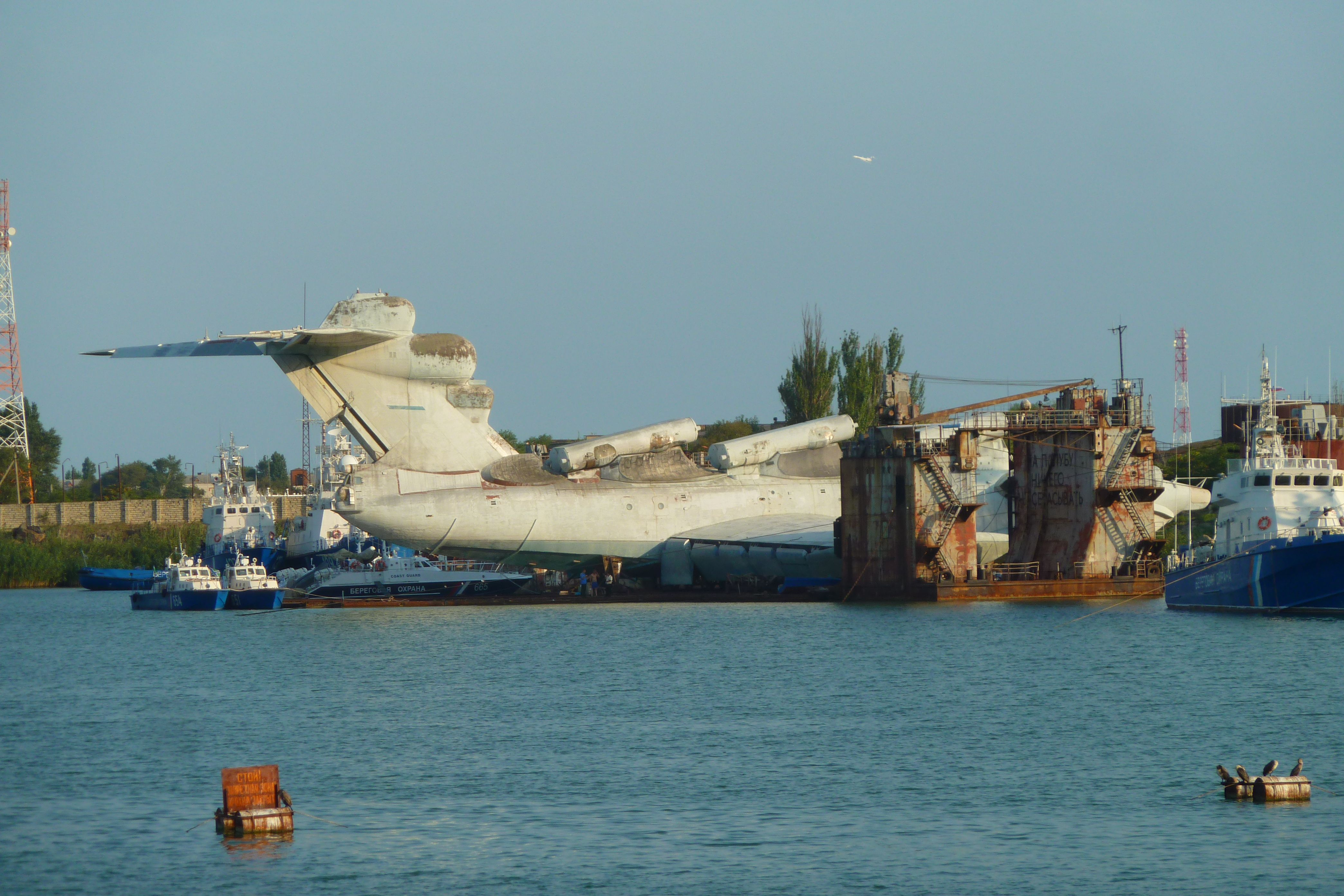
Az ekranoplán egyetlen elkészült példánya az oroszországi Kaszpijszknál 2010-ben

A gép meghajtásáról oldalanként négy-négy, összesen nyolc darab, a törzs orr részéhez konzolokkal csatlakozó, egyenként 127,4 kN maximális tolóerejű Kuznyecov NK–87 kétáramú gázturbinás sugárhajtómű gondoskodott. Az úszó test aljára terelőlemezt szereltek, ami a felszállást segítette. 
Fő fegyverzetét a hajók elleni P–270 Moszkit robotrepülőgép alkotta. A hat darab, párban elhelyezett tároló-indító konténert a törzs felső részére építették. A felderítő és a tűzvezető radarok az orrba és a függőleges vezérsíkra kerültek.
A típus egyetlen megépített példánya MD–160 hadrendi jelzéssel 1987-ben állt szolgálatba a Szovjet Haditengerészet Kaszpi Flottillájánál. Ezt a példányt a Volga kísérleti hajógyár építette, 1987-ben készült el. Az egységet 1992-ben vonták ki a szolgálatból és selejtezték, máig a Kaszpi Flottilla kikötőjében tárolják. Az orosz védelmi minisztérium nem tervezi a projekt újraindítását.
A Luny módosított változata, a 9037 típusú ekranoplán gyorsan telepíthető óceáni vagy parti tábori kórháznak volt tervezve. A munka mintegy 90%-ánál a finanszírozás véget ért, így nem fejezték be.

## Kapcsolódó fejlesztés
- KM ekranoplán

## Fordítás
- Ez a szócikk részben vagy egészben  a   Lun-class ekranoplan című angol Wikipédia-szócikk ezen változatának fordításán alapul.  Az eredeti cikk szerkesztőit annak laptörténete sorolja fel. Ez a jelzés csupán a megfogalmazás eredetét és a szerzői jogokat jelzi, nem szolgál a cikkben szereplő információk forrásmegjelöléseként.